# Aplocheilichthys
Aplocheilichthys é um género de peixe da família Poeciliidae.
Este género contém as seguintes espécies:
- Aplocheilichthys bukobanus
- Aplocheilichthys centralis
- Aplocheilichthys fuelleborni
- Aplocheilichthys hutereaui
- Aplocheilichthys kongoranensis
- Aplocheilichthys lacustris
- Aplocheilichthys maculatus
- Aplocheilichthys omoculatus
- Aplocheilichthys rudolfianus
- Aplocheilichthys sp. nov.
- Aplocheilichthys sp. nov. 'Baringo'
- Aplocheilichthys sp. nov. 'Naivasha'
- Aplocheilichthys usanguensis
- Aplocheilichthys vitschumbaensis
- Referências

1. ↑  «género Aplocheilichthys». NaturaLista.co (em espanhol). Consultado em 11 de janeiro de 2021